# War (песня Pop Smoke)
«War» (с англ. — «Война») — песня американского рэпера Pop Smoke при участии Lil Tjay. Она была выпущена 4 октября 2019 года в виде самостоятельного сингла на лейблах Victor Victor и Republic Records. В «War» Pop Smoke и Lil Tjay рассказывают о своих нравах и целях на будущее. Позже песня войдёт в Deluxe издание второго микстейпа Pop Smoke Meet The Woo 2.

## Музыкальное видео
Музыкальное видео для песни, снятое JLShotThat, было выпущено 29 октября 2019 года. По состоянию на август 2020 года видеоклип набрал 34,5 миллионов просмотров, к августу 2023 года - более 86 млн просмотров.

## Творческая группа
По данным Genius.
- Pop Smoke — ведущий исполнитель, автор песни
- Lil Tjay — приглашённый исполнитель, автор песни
- Swirving — автор песни, продюсер, программист
- 808 Melo — автор песни, продюсер, программист
- Дрю Оливер — запись
- Колин Леонард — мастеринг-инженер
- Фабиан Марасиулло — миксинг-инженер
- Томас МакЛарен — ассистент миксинг-инженера

## Чарты
| Чарт                                | Высшая позиция |
| ----------------------------------- | -------------- |
| Канада (Billboard Canadian Hot 100) | 100            |

## История релиза
| Страна | Дата           | Формат                     | Лейбл                          | Прим. |
| ------ | -------------- | -------------------------- | ------------------------------ | ----- |
| Мир    | 4 октября 2019 | Цифровая загрузка стриминг | Victor Victor Republic Records | [ 8 ] |